# Heinrich Urban
Heinrich Urban (ur. 27 sierpnia 1837 w Berlinie, zm. 24 listopada 1901 tamże) – niemiecki kompozytor, skrzypek i pedagog.

## Życiorys
Kształcił się w Berlinie u Ferdinanda Lauba i Huberta Riesa. Od 1875 roku współpracował jako sprawozdawca muzyczny z „Vossische Zeitung”, w 1895 roku został redaktorem działu muzycznego tej gazety. Od 1881 roku uczył w szkole muzycznej Theodora Kullaka, później udzielał lekcji prywatnie. W 1887 roku otrzymał honorowy tytuł Königlicher Professor. Jego uczniem był Ignacy Jan Paderewski, a także m.in. Seweryn Berson, Wanda Landowska, Henryk Opieński, Mieczysław Karłowicz. 
Komponował utwory symfoniczne, utwory skrzypcowe i pieśni.